# Näresaaret (ö i Kuopio, lat 62,92, long 27,51)
Näresaaret är en ö i Finland.   Den ligger i norra delen av sjön Kallavesi och i  kommunen Kuopio i den ekonomiska regionen  Kuopio ekonomiska region  och landskapet Norra Savolax, i den centrala delen av landet, 300 km norr om huvudstaden Helsingfors.